# Cambra de la Propietat Urbana
Cambra de la Propietat Urbana és un edifici de Lleida protegit com a bé cultural d'interès local.

## Descripció
Edifici representatiu entre mitgeres, amb façanes a dos carrers, planta baixa i dos pisos.
La façana presenta una composició simètrica, la planta baixa es conforma en concepte de sòcol i al cos superior s'obre una arqueria a doble alçada. Es remata amb una línia de ràfecs. Apareixen emblemes a les obertures de la planta baixa i als ràfecs de la coronació.
Murs de càrrega, forjats isostàtics, aplacats de pedra i murs de maó.